# Lasse Vigen Christensen
Lasse Vigen Christensen (Esbjerg, 15 de agosto de 1994) é um futebolista profissional dinamarquês que atua como meia, atualmente defende o Fulham FC.

## Carreira
Lasse Vigen Christensen faria parte do elenco da Seleção Dinamarquesa de Futebol nas Olimpíadas de 2016, porém foi cortado.